# Samuele Simoncini
Samuele Simoncini (Siena, 9 giugno 1984) è un tenore italiano.

## Biografia
All'età di 12 anni inizia lo studio del canto leggero e a 19 anni è avviato al canto lirico dal basso Paolo Washington. Compie gli studi musicali presso l'Istituto Musicale Pareggiato di Siena e si diploma all'Accademia di Alto Perfezionamento del Maggio Musicale Fiorentino sotto la guida di Bernadette Manca di Nissa. Si perfeziona in diverse accademie con maestri celebri, tra cui Raina Kabaivanska, Rolando Panerai, Luca Canonici, Dolora Zajick. Nel 2001 debutta come tenore leggero con il ruolo di Dorvil ne La scala di seta di Rossini; seguono Belfiore ne Le finte gemelle di Piccinni, Almaviva ne Il barbiere di Siviglia di Rossini, Don Ramiro in Cenerentola di Rossini, Duca di Mantova in Rigoletto di Verdi e Paolino ne Il matrimonio segreto di Cimarosa. Al Maggio Musicale Fiorentino interpreta Don Pelagio ne La canterina di Haydn e Belfiore ne La finta giardiniera di Mozart. Debutta al Teatro Regio di Parma con Oedipus Rex di Stravinsky e viene diretto a Firenze da Riccardo Muti nella Messa in Re min. di Cherubini. Dopo un periodo di studio e perfezionamento, nel 2016 debutta nel nuovo repertorio spinto e drammatico con Mario Cavaradossi in Tosca. Nel 2018 debutta il ruolo di Osaka in Iris, Pinkerton in Madama Butterfly, Turiddu in Cavalleria rusticana, ed è Manrico ne Il trovatore al Teatro Regio di Torino. Nel 2019 interpreta il ruolo del titolo in Andrea Chénier al Teatro Verdi (Trieste), al Teatro Alighieri di Ravenna, al Teatro dell'Opera di Maribor in Slovenia ed al Teatro Pavarotti di Modena e successivamente Radamès all'Arena di Verona. Nel 2020 debutta nel ruolo di Calaf in Turandot al Teatro Regio di Parma. A Febbraio 2021 debutta come Luigi nel Tabarro di Puccini al Teatro Filarmonico di Verona diretto dal Maestro Daniel Oren e nella successiva estate è stato protagonista all'Arena di Verona come Radames nell'Aida ed Ismaele nel Nabucco, ancora sotto la direzione del Maestro Oren. A Livorno è protagonista al Teatro Goldoni nel Piccolo Marat di Mascagni dell'allestimento del Centenario ed A Tel Aviv canta come Canio nei Pagliacci di Leoncavallo, a Piacenza come Maurizio di Sassonia in Adriana Lecouvreur mentre Nell’estate del 2022 si è esibito all’Opera di Nizza come Macduff diretto dal M° Daniele Callegari mentre all’Arena di Verona in Nabucco, Aida e Turandot, rispettivamente come Ismaele e Radames diretto dal M* Daniel Oren e come Calaf diretto dal M° Francesco Ivan Ciampa. Nell'autunno del 2022 debutta come Enzo Grimaldo ne La Gioconda di Ponchielli presso il Teatro Filarmonico di Verona ed a Marzo 2023 porta in scena il suo Radames nell'Aida al Royal Danish Opera di Copenaghen diretto dal M° Paolo Carignani. Da qualche anno si dedica all'insegnamento della tecnica vocale ed al perfezionamento di giovani cantanti lirici.
Tra i suoi prossimi impegni per il 2023 ci saranno il debutto nell'Amleto di Franco Faccio come protagonista del titolo e Luigi nel Tabarro di Puccini al Teatro Filarmonico di Verona.

## Repertorio
| Ruolo                 | Titolo                    | Autore            |
| --------------------- | ------------------------- | ----------------- |
| Don José              | Carmen                    | Bizet             |
| Paolino               | Il matrimonio segreto     | Domenico Cimarosa |
| Maurizio di Sassonia  | Adriana Lecouvreur        | Ciléa             |
| Nemorino              | L'elisir d'amore          | Donizetti         |
| Edgardo               | Lucia di Lammermoor       | Donizetti         |
| Ernesto               | Don Pasquale              | Donizetti         |
| Amleto                | Amleto                    | Faccio            |
| Andrea Chénier        | Andrea Chénier            | Giordano          |
| Don Pelagio           | La canterina              | Haydn             |
| Beard                 | Where the Wild Things Are | Knussen           |
| Canio                 | Pagliacci                 | Leoncavallo       |
| Turiddu               | Cavalleria rusticana      | Mascagni          |
| Osaka                 | Iris                      | Mascagni          |
| Il piccolo Marat      | Il piccolo Marat          | Mascagni          |
| Belfiore              | La finta giardiniera      | Mozart            |
| Ferrando              | Così fan tutte            | Mozart            |
| Seid                  | Il corsaro                | Pacini            |
| Enzo Grimaldo         | La Gioconda               | Ponchielli        |
| Belfiore              | Le finte gemelle          | Piccinni          |
| Edgar                 | Edgar                     | Puccini           |
| Mario Cavaradossi     | Tosca                     | Puccini           |
| Pinkerton             | Madama Butterfly          | Puccini           |
| Ruggero               | La rondine                | Puccini           |
| Tenore                | Messa di Gloria           | Puccini           |
| Luigi                 | Il tabarro                | Puccini           |
| Rinuccio              | Gianni Schicchi           | Puccini           |
| Calaf                 | Turandot                  | Puccini           |
| Dorvil                | La scala di seta          | Rossini           |
| Conte d'Almaviva      | Il barbiere di Siviglia   | Rossini           |
| Don Ramiro            | La Cenerentola            | Rossini           |
| Il Conte di Libenskof | Il viaggio a Reims        | Rossini           |
| Pastore               | Oedipus rex               | Stravinskij       |
| Ismaele               | Nabucco                   | Verdi             |
| Duca di Mantova       | Rigoletto                 | Verdi             |
| Manrico               | Il trovatore              | Verdi             |
| Alfredo               | La traviata               | Verdi             |
| Don Alvaro            | La forza del destino      | Verdi             |
| Radames               | Aida                      | Verdi             |
| Macduff               | Macbeth                   | Verdi             |
| Tenore                | Messa da Requiem          | Verdi             |
| Prince                | Snow White                | Zaninelli         |